# Ten Days with a Fleet of U.S. Battleships
Ten Days with a Fleet of U.S. Battleships è un cortometraggio muto del 1912. Non si conosce il nome del regista del film, un documentario prodotto dalla Edison.

## Produzione
Il film fu prodotto dalla Edison Company.

## Distribuzione
Distribuito dalla General Film Company, il film - un cortometraggio in una bobina - uscì nelle sale cinematografiche degli Stati Uniti l'11 giugno 1912.